# Cualác
Cualác é um município do estado de Guerrero, no México. Cobrindo uma área de 196,8 km², em 2005 tinha uma população de 6816 habitantes.